# 劉成傑
劉成傑（？—？），福建省福州府長樂縣人，清朝政治人物、進士出身。
光緒十六年（1890年），参加光緒庚寅科殿試，登進士二甲47名。同年五月，改翰林院庶吉士。光緒十八年五月，散館，授翰林院編修。